# Pilea striata
Pilea striata är en nässelväxtart som beskrevs av Ignatz Urban. Pilea striata ingår i släktet pileor, och familjen nässelväxter. Inga underarter finns listade i Catalogue of Life.